# SS Forfarshire
Lo SS Forfarshire  fu un piroscafo a ruote britannico affondato per urto contro gli scogli di un'isola dell'arcipelago delle Farne il 7 settembre 1838.

## Storia

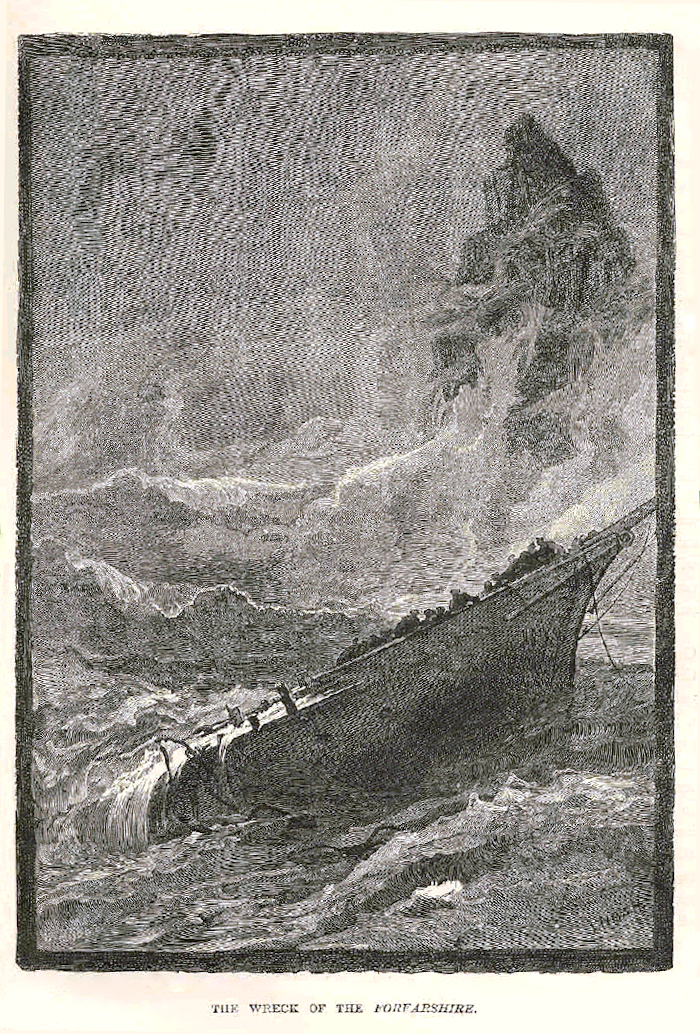
Il naufragio del piroscafo Forfarshire.

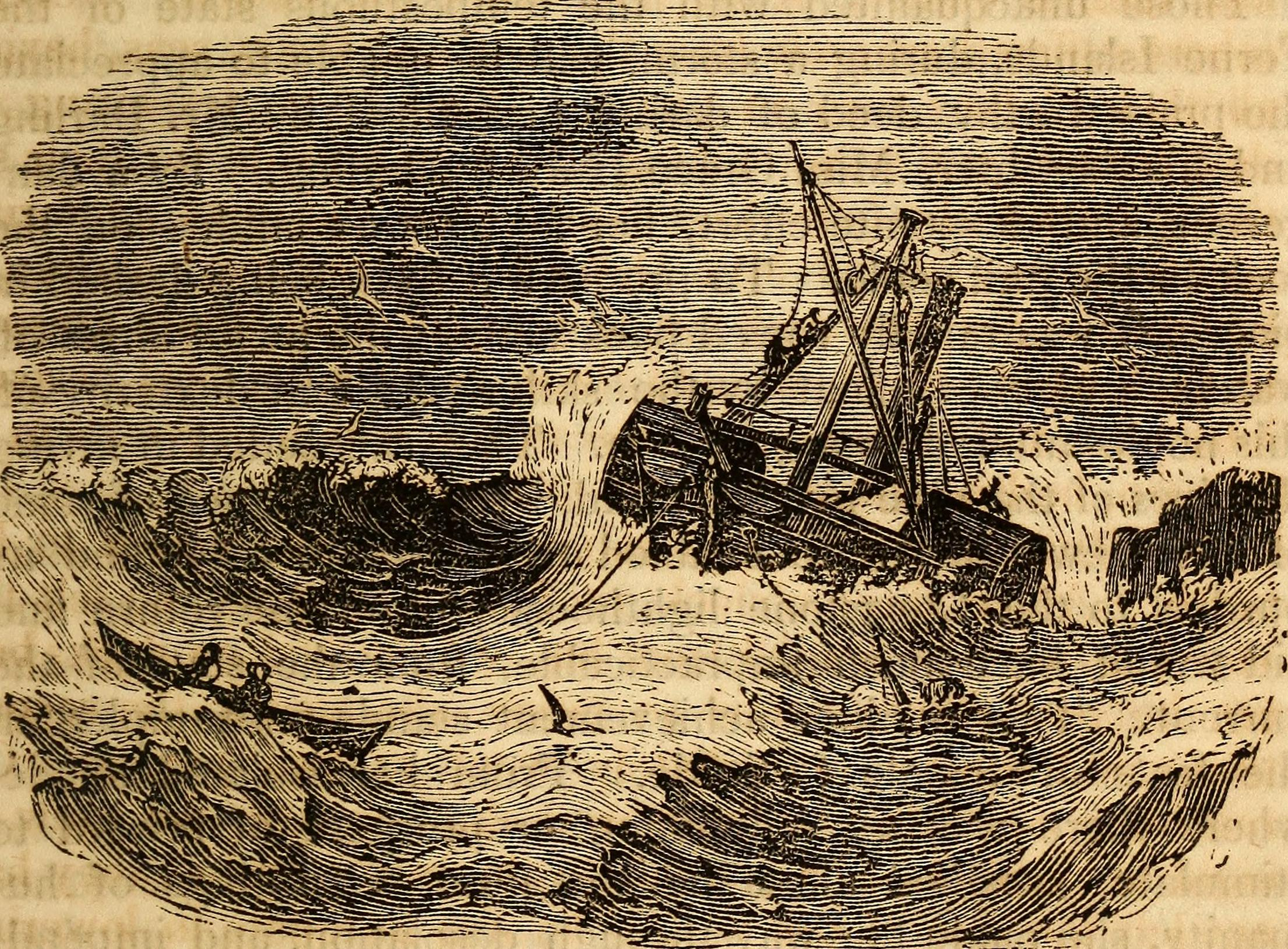
William e Grace Darling a bordo di una piccola imbarcazione si dirigono verso il luogo del naufragio del piroscafo Forfarshire.

La costruzione del piroscafo a ruote SS Forfarshire fu commissionata al cantiere navale Dundee & Hull Shipping Company di Dundee, in Scozia, e la nave venne varata nel dicembre 1835, entrando in servizio il 7 maggio 1836 sulla rotta tra Kingston upon Hull e Dundee, sulla costa orientale della Gran Bretagna, come unità per il trasporto misto di merci e passeggeri. Il costo della nave fu pari a circa 20.000 sterline. Lo SS Forfarshire, oltre all'apparato propulsivo costituito da 3 caldaie e due macchine alternative a vapore,  eroganti ognuna la potenza di 90 CV (67 kW), aveva un singolo fumaiolo, ed era armato a brigantino disponendo di un tre alberi per le vele.
Alle 18:00 del 5 settembre 1838 lo SS Forfarshire salpò da Kingston upon Hull con un carico di ferro, stoffa, balle di cotone, e macchinari, navigando verso nord in direzione di Dundee, con a bordo 40 passeggeri e 21 membri dell'equipaggio. La nave era stata da poco sottoposta a lavori di manutenzione sulle caldaie. Oltrepassando Flamborough Head, alle 4:00 del 6 settembre un guasto alla caldaia di tribordo che perdeva acqua costrinse i macchinisti a spegnere due fuochi, riducendo la capacità di produrre vapore, per effettuare le dovute riparazioni. 
Completate le riparazioni, il viaggio proseguì ma verso sera il vento aumentò fino a diventare una burrasca, che causo una infiltrazione di acqua sopra le caldaie, cosa che causò un getto di acqua bollente dalle caldaie attraverso la stiva in modo che i fuochisti non riuscirono più a lavorare presso i fornelli delle caldaie.
Alle 1:00 del 7 settembre entrambi i motori si fermarono, con la nave che si trovava al largo di St. Abb's Head e, nonostante fossero state issate le vele, a causa della burrasca con forti piogge e un cambio di direzione del vento da nord-est verso nord fu gradualmente sospinta verso la costa. A questo punto, la nave cambiò rotta mettendosi contro il vento per cercare riparo dietro l'arcipelago delle Isole Farne.
Alle 3:45 del 7 settembre, quando stava per ancorare al riparo dell'Inner Farne, il piroscafo si incagliò su Big Harcar (allora localmente conosciuto come "Great Hawker"), una delle Outer Farne Islands. Un gruppo di otto marinai e un passeggero (non identificato) riuscirono a calare una scialuppa di salvataggio e a lasciare la nave, venendo recuperati la mattina seguente da una goletta di passaggio diretta a Hull. I restanti passeggeri e l'equipaggio rimasero a bordo, con la forza del mare che fece girare il Forfarshire rompendolo in due parti, con il cassero di poppa e le cabine dei passeggeri di prima classe che affondarono subito, mentre la prua della nave e le sue sezioni rimasero incastrate alla roccia.
Alcuni passeggeri riusciti ad aggrapparsi alle ringhiere e a passare la notte, per poi trasferirsi su Big Harcar, tra cui la passeggera Sarah Dawson che, sconvolta, teneva in braccio i corpi dei suoi due figli morti (James, 7 anni, e Matilda, 5).
I naufraghi vennero individuati alle prime luci dell'alba da Grace Darling, figlia di William, custode del faro di Longstone, che si trovava a circa 600 iarde (550 m) dal sito del relitto. Grace contò, con l'ausilio di un telescopio, 13 persone su Big Harcar, e supplicò suo padre di andare in loro soccorso, cosa che inizialmente egli rifiutò perché il mare era troppo agitato e loro due non potevano gestire la loro unica barca in tali condizioni. Dopo una breve colazione i due partirono con il loro Northumberland coble, una barca a remi aperta costruita in clinker da 21 piedi e progettata per essere usata da un equipaggio minimo di tre robusti uomini. Padre e figlia remarono per circa 1.700 iarde, principalmente al riparo di Great Harcar. All'arrivo sul luogo del relitto trovarono nove sopravvissuti, e William lasciò Grace al timone mentre assisteva al trasferimento a bordo della barca di tre di membri dell'equipaggio del Forfarshire e della signora Dawson. William, con l'aiuto di due membri dell'equipaggio portò la barca fino al faro mentre Grace confortava la signora Dawson, che a quel punto aveva perso i corpi dei suoi due figli in mare. William e i due più forti membri dell'equipaggio ritornarono sul luogo del naufragio salvando i restanti quattro sopravvissuti. Essi confermarono che in 13 erano riusciti a raggiungere la roccia durante la notte, ma quattro erano portati via dalle onde poco prima dell'arrivo dei soccorsi. Quarantatré passeggeri e membri dell'equipaggio, compresi il capitano e sua moglie, perirono nel naufragio.
Sia William che Grace Darling ricevettero la medaglia d'argento della Royal National Lifeboat Institution nel 1838, i primi a cui fu conferita la nuova onorificenza, e ricevettero la medaglia d'oro dalla Royal Humane Society, mentre Grace ricevutte anche le medaglie d'argento dalla Glasgow Humane Society e dalla Edinburgh and Leith Humane Society.
Una prima inchiesta svoltasi l'11 settembre rilevò che la nave era "naufragata a causa dei difetti alle caldaie e della colpevole negligenza del capitano Humble". Una seconda inchiesta tenutasi il 1º ottobre, alla quale la compagnia di navigazione aveva avuto il tempo di inviare un suo rappresentante, indicò la burrasca come causa del naufragio.
Alcuni resti dello scafo in legno del Forfarshire possono essere visti a Piper Gut, a una profondità che va da 7 a 22 m (3,8-12 braccia), ma mescolati con resti di altri relitti, su un fondale marino di roccia e alghe.

### Fonti
1. 1 2  Rnli.
2. 1 2 3 4 5 6 7 8 9 10 11 12 13 14 15 16 17  Heritage Gateway.
3. 1 2  Annual Register 1839, p. 138.
4. 1 2 3 4 5  Elmss 1841, p. 203.
5. 1 2 3  Annual Register 1839, p. 139.
6. ↑  Elmss 1841, p. 204.
7. 1 2 3 4  Elmss 1841, p. 205.